# Cavaliere Rampin

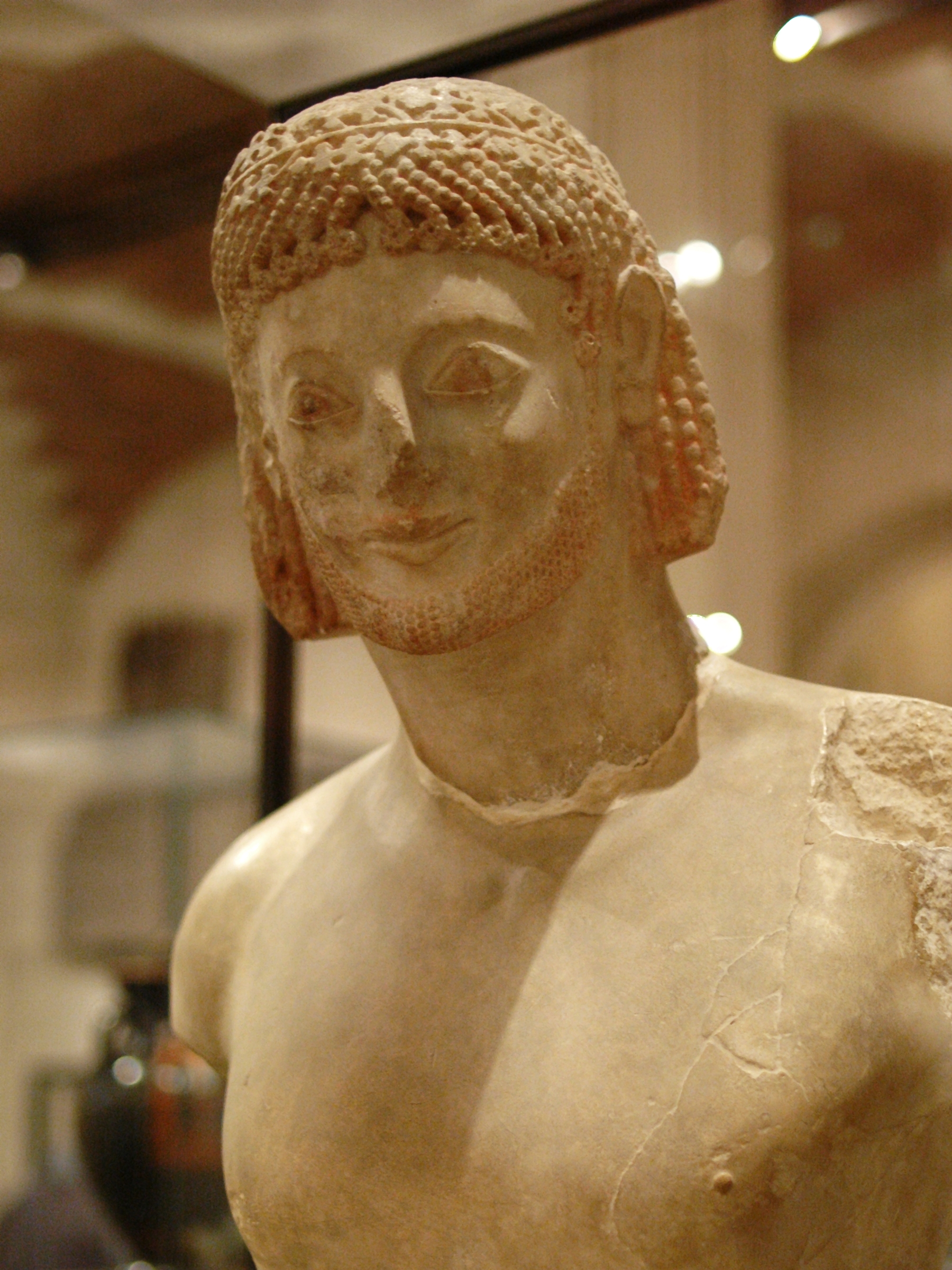
La testa originale al Louvre

Il Cavaliere Rampin è una statua equestre arcaica in marmo, alta circa 123 cm e divisa in due pezzi: corpo e resti del cavallo (h 110,5 cm) si trovano nel Museo dell'Acropoli ad Atene, la testa (che ad Atene è un calco) si trova invece nel Louvre di Parigi. È l'unico esempio conservato di scultura equestre dell'arte greca arcaica.

## Storia
La testa del cavaliere fu ritrovata sull'Acropoli di Atene nel 1877, dove fu acquistata dall'omonimo diplomatico francese e poi donata al Louvre. Dieci anni dopo furono ritrovate anche le altre parti del corpo del cavallo e del cavaliere nella cosiddetta colmata persiana, una favissa ad est dell'Eretteo scavata nel 480 a.C., quando la città di Atene fu saccheggiata dai Persiani; la testa non fu collegata al resto della statua fino al 1936. 
L'opera fu pensata originariamente come parte di un gruppo statuario, forse in coppia con un altro cavaliere. Jurgen Kleine ritiene si trattasse dell'anathema (offerta votiva) che Pisistrato fece innalzare sull'Acropoli dopo la battaglia di Pallene del 546 a.C. alla quale parteciparono i suoi figli, che all'epoca avevano tra i venti e i venticinque anni. Altri studiosi, tra i quali H. Payne, hanno pensato al vincitore di una gara equestre, come farebbe pensare la corona di levistico che porta il cavaliere e che era vinta ai giochi di Nemea e ai giochi istmici. Si è ipotizzato che potesse rappresentare uno dei due figli di Pisistrato, celebrati dopo una vittoria agonistica.

## Descrizione e stile
La statua presenta tracce di vernice rossa e nera. Il cavaliere evidenzia diverse caratteristiche tipiche del kouros attico, a partire dai kouroi del Sounion come le spalle larghe, i fianchi dritti e rigidi, la vita alta e stretta, ma è definito entro una migliore resa anatomica, soprattutto nel petto ampio e nella schiena resa più plasticamente, piuttosto che basandosi su effetti lineari. Il corpo è definito semplicemente ed è in contrasto con la decoratività della barba e dell'acconciatura. Altre particolarità asimmetriche non risultano essere convenzionali nell'età arcaica. La vitalità del fanciullo appare nuova, con una maggiore naturalezza data dal dorso incurvato leggermente verso il cavallo e soprattutto dalla torsione della testa che diverrà tipica in seguito per questo tipo di statua.
Questa statua ha la testa che è un'integrazione moderna, dove sono presenti il classico sorriso arcaico, gli occhi a mandorla sporgenti, le orecchie sproporzionate e la barba e i capelli perlinati.
Tra le opere attribuite allo stesso autore di quest'opera, a partire dagli studi del Payne della metà degli anni trenta del Novecento, si ricordano la Testa Acr. 654, la Kore col peplo, il rilievo con Discoforo n. 38 del Museo archeologico nazionale di Atene (attribuito da Karouzos), e altre korai dell'Acropoli.